# علم أرمينيا
يتكون العلم الوطني الأرمني من ثلاثة أشرطة أفقية متساوية أحمر في الأعلى وأزرق في الوسط وبرتقالي في الأسفل. تبنى العلم مجلس السوفيات الأعلى الأرمني العلم الحالي في 24 أغسطس 1990. أقرت الجمعية الوطنية الأرمينية في 15 يونيو 2006 قانون العلم الوطني الذي يحكم استخدامه، والعلم الأرميني الحالي صممه ستيبان مالخاسيانتس في عام 1918 باستخدام اللون البرتقالي في الجزء السفلي من العلم بدلاً من الأصفر، وذلك لمنع الالتباس مع أعلام كولومبيا والإكوادور وفنزويلا.
على مر التاريخ، كان هناك العديد من الاختلافات في العلم الأرمني. في العصور القديمة كانت تعرض السلالات الأرمنية صورًا لحيوانات رمزية مختلفة على أعلامها.
تُفسر معاني الألوان بعدة طرق مختلفة. يرمز اللون الأحمر إلى المرتفعات الأرمنية ونضال الشعب الأرمني المستمر من أجل البقاء والحفاظ على العقيدة المسيحية الأرثوذكسية المشرقية واستقلال أرمينيا وحريتها ويرمز اللون الأزرق إلى سماء أرمينيا الهادئة ويرمز اللون البرتقالي إلى موهبة الأرمن وعملهم الجاد وإلى زراعة فاكهة المشمش.

## التصميم
أصدر المعهد الوطني الأرميني للمعايير (SARM) مواصفات حول ألوان العلم الوطني لأرمينيا في عام 2012:
| مخطط اللون                           | أحمر        | أزرق       | برتقالي    |
| ------------------------------------ | ----------- | ---------- | ---------- |
| بانتون                               | 485         | 286        | 1235       |
| النموذج اللوني سيان ماجنتا أصفر أسود | 0-100-100-0 | 100-80-0-0 | 0-35-100-0 |
| النموذج اللوني أحمر أخضر أزرق        | 217-0-18    | 0-51-160   | 242-168-0  |
| ألوان الويب                          | D90012      | 0033A0     | F2A800     |

## تاريخ
لا توجد أوجه تشابه بين علم الألوان الثلاثة المستخدم حاليا و«الأعلام» الأرمنية في العصور القديمة، حيث كانت الأعلام التي مثلت أرمينيا في الماضي تتألف من رموز غامضة، غالباً تنينًا أو نسرًا أو أسدًا أو كائنًا غامضًا للآلهة 

## قانون العلم
ينص قانون العلم الصادر في 2006 على وجوب رفع العلم على المباني العامة التالية:
- مقر إقامة الرئيس
- البرلمان
- حكومة
- محكمة دستورية
- مكتب المدعي العام
- بنك أرمينيا المركزي
- المباني الحكومية الأخرى

يشترط القانون إنزال العلم إلى منتصف سارية العلم في أيام الحداد أو أثناء مراسم الحداد. يجب وضع شريط أسود أعلى العلم وأن يكون طول الشريط مساويًا لطول العلم. يجب أن يكون الجزء السفلي من العلم على بعد 2.5 متر على الأقل من الأرض.

### يوم العلم
يحتفل بيوم العلم الوطني في 15 يونيو من كل عام. اختير اليوم بسبب إقرار القانون الأرمني الخاص بالعلم الوطني الأرميني في 15 يونيو 2006. احتفل بيوم العلم الوطني لأول مرة في 15 يونيو 2010 في يريفان.
يجب أن يعرض العلم في الأيام التالية:
- 1 و2 يناير: رأس السنة الجديدة
- 6 يناير: عيد الميلاد
- 8 مارس: اليوم العالمي للمرأة
- 7 أبريل: يوم الأمومة والجمال
- 1 مايو: اليوم العالمي للتضامن العمالي
- 9 مايو: يوم النصر والسلام
- 28 مايو: يوم الجمهورية الأرمينية الأولى، 1918
- 5 يوليو: يوم الدستور، 1995
- 21 سبتمبر: عيد الاستقلال، 1991
- 7 ديسمبر: يوم ذكرى زلزال سبيتاك، 1988

## أعلام مشابهة

علم جمهورية ألبا
علم جمهورية أرتساخ